# Championnat d'Allemagne de baseball
Le championnat d'Allemagne de baseball est une compétition qui se tient depuis 1952.
Le champion est qualifié en Coupe d'Europe de baseball et le vice-champion prend part à l'European Cup Qualifier, phase qualificative pour la Coupe d'Europe.

## Histoire
Un championnat non officiel se tient de 1946 à 1951 avant la mise en place, en 1952, du championnat de la DBV.

## Saison 2023
| Poule | Équipe                 | Ville                                     | Stade                    | Capacité | Titres |
| ----- | ---------------------- | ----------------------------------------- | ------------------------ | -------- | ------ |
| Nord  | Berlin Flamingos       | Berlin                                    | Flamingo Park            | -        | 0      |
| Nord  | Bonn Capitals          | Bonn (Rhénanie-du-Nord-Westphalie)        | Baseballstadion Rheinaue | 1500     | 1      |
| Nord  | Cologne Cardinals      | Cologne (Rhénanie-du-Nord-Westphalie)     | Circlewood Stadium       | -        | 1      |
| Nord  | Dohren Wild Farmers    | Dohren (Basse-Saxe)                       | Sportanlage SV Dohren    | -        | 0      |
| Nord  | Hambourg Stealers      | Hambourg                                  | Hoeschpark Dortmund      | -        | 1      |
| Nord  | Paderborn Untouchables | Paderborn (Rhénanie-du-Nord-Westphalie)   | Ahorn-Ballpark           | 1200     | 6      |
| Sud   | Regensburg Legionäre   | Ratisbonne (Bavière)                      | Armin-Wolf-Arena         | 3100     | 5      |
| Sud   | Haar Disciples         | Haar (Bavière)                            | Ballpark Eglfing         | -        | 0      |
| Sud   | Heidenheim Heideköpfe  | Heidenheim an der Brenz (Bade-Wurtemberg) | New Heideköpfe Ballpark  | -        | 7      |
| Sud   | Mannheim Tornados      | Mannheim (Bade-Wurtemberg)                | Roberto-Clemente-Field   | -        | 11     |
| Sud   | Mainz Athletics        | Mayence (Rhénanie-Palatinat)              | An der Sandflora         | -        | 2      |
| Sud   | Stuttgart Reds         | Stuttgart (Bade-Wurtemberg)               | DB-Ballpark              | 300      | 0      |
| Sud   | Hünstetten Storm       | Hünstetten (Hesse)                        | Dickman Field            | -        | 0      |

## Palmarès
Le championnat se tient depuis 1952:
| Année | Champion                   |
| 1952  | Francfort Juniors          |
| 1953  | Francfort Juniors          |
| 1954  | 1. Mannheimer BC Knights   |
| 1955  | Francfort Juniors          |
| 1956  | 1. Mannheimer BC Knights   |
| 1957  | MEV Munich                 |
| 1958  | 1. Mannheimer BC Knights   |
| 1959  | 1. Mannheimer BC Knights   |
| 1960  | TB Germania Mannheim       |
| 1961  | TB Germania Mannheim       |
| 1962  | BA Bayern Munich           |
| 1963  | TB Germania Mannheim       |
| 1964  | TB Germania Mannheim       |
| 1965  | VFR Mannheim               |
| 1966  | VFR Mannheim               |
| 1967  | Rot-Weiß Darmstadt Colt 45 |
| 1968  | Rot-Weiß Darmstadt Colt 45 |
| 1969  | BA Bayern Munich           |
| 1970  | VFR Mannheim               |

| Année       | Champion               |
| 1971 - 1981 | Pas de compétition     |
| 1982        | Mannheim Tornados      |
| 1983        | Mannheim Amigos        |
| 1984        | Mannheim Tornados      |
| 1985        | Mannheim Tornados      |
| 1986        | Mannheim Tornados      |
| 1987        | Mannheim Tornados      |
| 1988        | Mannheim Tornados      |
| 1989        | Mannheim Tornados      |
| 1990        | Cologne Cardinals      |
| 1991        | Mannheim Tornados      |
| 1992        | Mannheim Amigos        |
| 1993        | Mannheim Tornados      |
| 1994        | Mannheim Tornados      |
| 1995        | Trier Cardinals        |
| 1996        | Trier Cardinals        |
| 1997        | Mannheim Tornados      |
| 1998        | Cologne Dodgers        |
| 1999        | Paderborn Untouchables |

| Année | Champion               |
| 2000  | Lokstedt Stealers      |
| 2001  | Paderborn Untouchables |
| 2002  | Paderborn Untouchables |
| 2003  | Paderborn Untouchables |
| 2004  | Paderborn Untouchables |
| 2005  | Paderborn Untouchables |
| 2006  | Solingen Alligators    |
| 2007  | Mainz Athletics        |
| 2008  | Regensburg Legionäre   |
| 2009  | Heidenheim Heideköpfe  |
| 2010  | Regensburg Legionäre   |
| 2011  | Regensburg Legionäre   |
| 2012  | Regensburg Legionäre   |
| 2013  | Regensburg Legionäre   |
| 2014  | Solingen Alligators    |
| 2015  | Heidenheim Heideköpfe  |
| 2016  | Mainz Athletics        |
| 2017  | Heidenheim Heideköpfe  |
| 2018  | Bonn Capitals          |

| Année | Champion              |
| 2019  | Heidenheim Heideköpfe |
| 2020  | Heidenheim Heideköpfe |
| 2021  | Heidenheim Heideköpfe |
| 2022  | Bonn Capitals         |
| 2023  | Heidenheim Heideköpfe |

De 1946 à 1951 s'est tenu un championnat non officiel:
| Année | Champion                         |
| 1946  | Berlin Babe Ruth Flyers          |
| 1947  | Berlin Babe Ruth Flyers          |
| 1948  | Berlin Babe Ruth Flyers          |
| 1949  | Berlin Babe Ruth Flyers          |
| 1950  | Berlin Babe Ruth Flyers          |
| 1951  | Baseball Club Stuttgart Phillies |